# Transporter
De Transporter is een fictief teleportatieapparaat uit het Star Trekuniversum. Het verandert materie in energie, die naar een andere locatie gestraald wordt. Hier wordt de energie weer omgezet in materie.

## Geschiedenis
De transporter werd begin 22e eeuw uitgevonden door dr. Emory Erickson. Hij was ook de eerste persoon die getransporteerd werd. De USS Enterprise NX-01 had een transporter aan boord, maar daar werd zelden gebruik van gemaakt. Ten tijde van de USS Enterprise NCC-1701 werd het apparaat al regelmatig gebruikt en rond 2300 was het systeem betrouwbaarder dan een shuttle. Vanaf die tijd werden dan ook vrijwel alleen nog maar transporters gebruikt, hoewel er altijd personen bleven bestaan die deze apparaten zo veel mogelijk uit de weg gingen. (onder andere dr. Leonard McCoy, dr. Katherine Pulaski en lt. Reginald Barclay.)

## Techniek

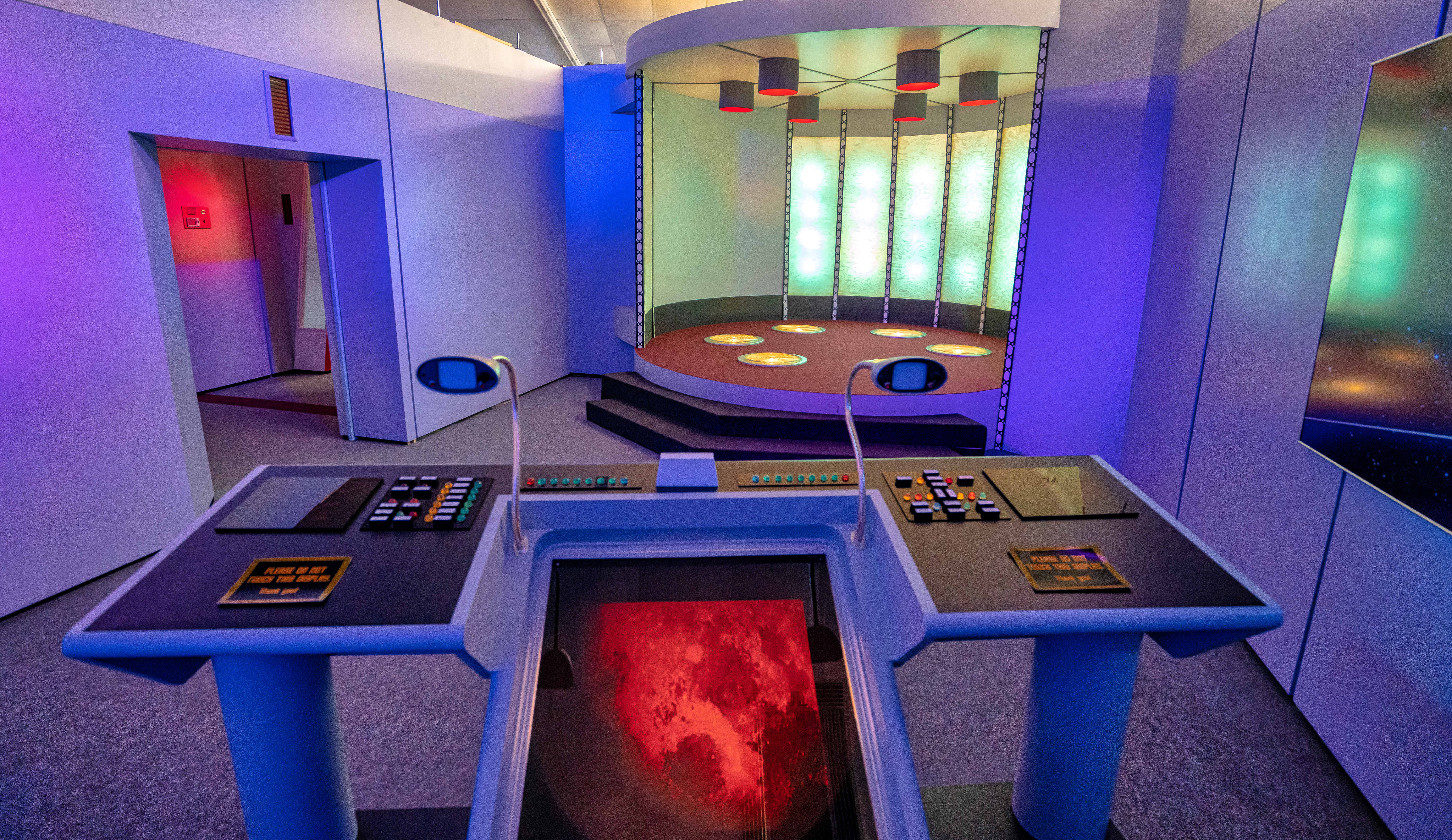
De transporterkamer

Het transportersysteem bestaat uit de volgende onderdelen:
- Transporterkamer - de afgeschermde ruimte waar de feitelijke (de-)materialisatie plaatsvindt. Dit platform is hoger dan de rest van de transporterruimte, om eventuele statische ontladingen tegen te gaan.
- Bedieningspaneel - hierop kan het transporterpersoneel de transporter bedienen en het transport zelf controleren.
- Transporter controlesysteem - een computersubsysteem dat alle transporter-onderdelen bestuurt en controleert.
- Primaire energiespoelen - deze spoelen creëren door middel van een ringvormige omsluitingsstraal het veld waarin de (de-)materialisatie plaatsvindt. De spoelen bevinden zich boven de transporterkamer.
- Fase-omvormingsspoelen - deze spoelen vormen het breedband quark manipulatieveld dat zorgt voor de feitelijke (de-)materialisatie. Hiervoor wordt de energie die de subatomische deeltjes bindt gedeeltelijk opgeheven. Personeeltransporters werken in quark-resolutie, terwijl de meer eenvoudige vrachttransporters in moleculaire resolutie werken.
- Moleculaire beeldaftasters - deze apparaten bestaan per transporterplaats uit vier 0,0012µ moleculaire aftasters die de te transporteren persoon aftasten. Met hulp van een serie Heisenbergcompensators wordt de werkelijke kwantumstaat van de te transporteren persoon vastgesteld. (Deze worden alleen bij personentransport gebruikt)
- Patroonbuffergeheugen - een supergeleidende tokamak die de materiestroom vertraagt om de doppler-compensators de tijd te geven om de relatieve beweging tussen de zender en het doel te corrigeren. In noodgevallen kan het patroon ongeveer 420 seconden bewaard worden, voordat het uiteen begint te vallen.
- Biologische filter - deze dient om eventuele biologisch schadelijke bacteriën of virussen uit te filteren.
- Doelaftasters - een aantal (meestal 15) aftasters die het transporterdoel aftasten om de richting, snelheid en afstand van de transporterstraal te kunnen berekenen.
- Transporterzender - deze zender bevindt zich aan de buitenzijde van het ruimteschip en verzorgt het transport naar andere schepen of planeten. De effectieve reikwijdte is maximaal 40.000 kilometer. De totale duur van een volledig transport is ongeveer 5 seconden.

## Transporter psychose
Transporter psychose is een aandoening die wordt veroorzaakt door de afbraak van neurochemische deeltjes tijdens het transport. Het beïnvloedt de motoriek en de hogere hersenfuncties. De patiënt lijdt aan paranoia, hallucinaties, hysterie en dementie. Symptomen zijn onder andere slapeloosheid, versnelde hartslag, verminderd gezichtsvermogen, pijnlijke spasmen en vrijwel altijd uitdrogingsverschijnselen. Rond 2150 werden de eerste gevallen gemeld, maar pas in 2209 werd op Delinia II de oorzaak ontdekt. Na de uitvinding van het meervoudige patroonbuffergeheugen kwam deze aandoening vrijwel niet meer voor.

## Oorsprong
Star Trekbedenker Gene Roddenberry besloot de transporter te gebruiken in zijn televisieserie om het gebruik van shuttles te voorkomen. Dit had twee belangrijke voordelen: ten eerste een vloeiende verhaallijn zonder lange onderbrekingen door de vluchten van en naar andere locaties. Ten tweede een flinke kostenbesparing, omdat er geen volledige transportshuttle hoefde te worden gebouwd. De eerste shuttle, de Galileo, werd pas halverwege het eerste seizoen van de eerste Star Trek serie gebouwd.
Het woord transporter is samengesteld uit het Latijnse 'trans', dat 'over' betekent en 'portare', wat 'dragen' betekent.